# Транспозоны
Транспозоны (англ. transposable element, transposon) — участки ДНК организмов, способные к передвижению (транспозиции) и размножению в пределах генома. Транспозоны также известны под названием «прыгающие гены» и являются примерами мобильных генетических элементов.
Транспозоны формально относятся к так называемой некодирующей части генома — той, которая в последовательности пар оснований ДНК не несёт информацию об аминокислотных последовательностях белков, хотя некоторые классы мобильных элементов содержат в своей последовательности информацию о ферментах, транскрибируются и катализируют передвижения; например, ДНК-транспозоны и ДДП-1 кодируют белки транспозаза, БОРС1 и БОРС2. У разных видов транспозоны распространены в разной степени: так, у человека транспозоны составляют до 45 % всей последовательности ДНК, у плодовой мухи Drosophila melanogaster часть мобильных элементов составляет лишь 15—20 % всего генома. У растений транспозоны могут занимать основную часть генома — так, у кукурузы (Zea mays) с размером генома в 2,3 миллиарда пар оснований по крайней мере 85 % составляют различные мобильные элементы.

## История открытия
Барбара Макклинток исследовала вариации окраски зерна и листьев кукурузы, и в 1948 году путём цитологических и генетических исследований пришла к выводу, что мобильные участки ДНК, Ac/Ds-элементы, приводят к соматическому мозаицизму растений. Она была первой, кто доказал, что геном эукариот не статичен, а содержит участки, которые могут передвигаться. В 1983 году за эту работу Барбара Макклинток получила Нобелевскую премию.
Хотя транспозоны были открыты в 1940-х годах, только через полвека стало понятно, насколько велика их доля в геноме организмов. Так, получение первой нуклеотидной последовательности (секвенирование) генома человека показало, что мобильных элементов в последовательности ДНК не менее 50 %. Точную оценку получить трудно, поскольку некоторые транспозонные участки со временем настолько изменились, что их нельзя уверенно идентифицировать.
Поскольку транспозоны потенциально способны вызывать вредные мутации и поломки хроматина, с начала открытия мобильных элементов считалось, что их действие сводится к геномному паразитизму. Но в начале XXI столетия появляется всё больше данных о возможных благоприятных эффектах транспозонов для организмов, об эволюционном влиянии ретротранспозонов на геном плацентарных млекопитающих. Идентифицируют случаи использования транспозонов организмами. Например, РНК ретротранспозона ДДП-1 участвует в образовании гетерохроматина во время инактивации X-хромосомы. Плодовая муха не имеет теломеразы, а вместо этого использует обратную транскриптазу ретротранспозонов для продления теломерных участков, которые у Drosophila melanogaster представлены повторами транспозонов.

## Типы транспозонов и механизмы их передвижения
Мобильные генетические элементы относятся к повторяющимся элементам генома — тем, которые имеют несколько копий в последовательности ДНК клетки. Повторяющиеся элементы генома могут располагаться в тандеме (микросателлиты, теломеры и т. д.) и могут быть рассеяны по геному (мобильные элементы, псевдогены и т. д.).
Мобильные генетические элементы по типу транспозиции можно разделить на два класса: ДНК-транспозоны, которые применяют метод «вырезать и вставить», и ретротранспозоны, передвижение которых имеет в своем алгоритме синтез РНК из ДНК с последующим обратным синтезом ДНК из молекулы РНК, то есть метод «копировать и вставить».
Транспозоны также можно разделить по степени автономности. Как ДНК-транспозоны, так и ретротранспозоны имеют автономные и неавтономные элементы. Неавтономные элементы для транспозиции нуждаются в ферментах, которые кодируются автономными элементами, которые часто содержат значительно изменённые участки транспозонов и дополнительные последовательности. Количество неавтономных транспозонов в геноме может значительно превышать количество автономных.

### ДНК-транспозоны
ДНК-транспозоны передвигаются по геному способом «вырезать и вставить» благодаря комплексу ферментов под названием транспозаза. Информация об аминокислотной последовательности белка транспозазы закодирована в последовательности транспозона. Кроме того, этот участок ДНК может содержать другие, связанные с транспозоном последовательности, например гены или их части. Большинство ДНК-транспозонов имеют неполную последовательность. Такие транспозоны не являются автономными и передвигаются по геному благодаря транспозазе, которая закодирована другим, полным, ДНК-транспозоном.
На концах участков ДНК-транспозона расположены инвертированные повторы, которые являются особыми участками узнавания транспозазы, таким образом отличая эту часть генома от остальных. Транспозаза способна делать двухцепочные разрезы ДНК, вырезать и вставлять в ДНК-мишень транспозон.
К ДНК-транспозонам принадлежат Ac/Ds-элементы растений, которые были впервые открыты Барбарой Макклинток в кукурузе. Ac-элемент (англ. Activator) является автономным и кодирует транспозазу. Есть несколько типов Ds-элементов, которые способны к формированию разрывов хромосом и которые перемещаются по геному благодаря Ac-элементам.
Гелитроны (англ. Helitron) — тип транспозонов, который есть у растений, животных и грибов, но который широко представлен в геноме кукурузы, где он, в отличие от других организмов, находится в частях ДНК, богатых генами. Гелитроны транспозируются по механизму «катящегося кольца» (англ. rolling circle). Процесс начинается с разрыва одной цепи ДНК-транспозоны. Высвобожденный участок ДНК вторгается в последовательность-мишень, где формируется гетеродуплекс. С помощью ДНК-репликации завершается внедрение транспозона в новый участок.
Гелитроны могут захватывать соседние последовательности при транспозиции.

### Ретротранспозоны
Ретротранспозоны — это мобильные генетические элементы, которые применяют метод «копировать и вставить» для распространения в геноме животных. По крайней мере 45 % генома человека составляют ретротранспозоны и их производные. Процесс передвижения включает промежуточную стадию молекулы РНК, которая считывается с участка ретротранспозона и которая затем, в свою очередь, используется как матрица для обратной транскрипции в последовательность ДНК. Новосинтезированный ретротранспозон встраивается в другой участок генома.
Активные ретротранспозоны млекопитающих делятся на три основные семьи: Alu-повторы, ДДП-1, SVA.
- ДДП-1-ретротранспозоны — длинные диспергированные повторы — тип ретротранспозонов, который широко распространён у млекопитающих и составляет до 20 % генома. ДДП-1 -элементы имеют длину около 6 тысяч пар оснований[7]. Большинство этих ретротранспозонов в геноме представлено неполно, хотя существует примерно 150 полных и потенциально мобильных ДДП-1-элементов в последовательности ДНК человека и примерно 3000 — у мыши[7].
 Процесс передвижения начинается со считывания молекулы РНК с элемента ДДП-1. РНК транспортируется к цитоплазме, где от неё транслируются белки БОРС1 (который является РНК-связывающим белком) и БОРС2 (который является белком с эндонуклеазной и возвратно-транскриптазной активностями). БОРС1, БОРС2 и РНК транспозона формируют рибонуклеопротеин и импортируются в ядро, где происходит обратная транскрипция ретротранспозона[18].
 Большинство случаев вставки ДДП-1-элементов происходит не до конца, и такие копии больше не способны к самостоятельной мобилизации[7].
 Существуют сведения о неканонических функциях ДДП-1-элементов во время инактивации X-хромосомы[9].
- ДКП — длинные концевые повторы — ретротранспозоны, имеющие конечные повторяющиеся последовательности, которые играют важную роль в транскрипции и обратной транскрипции РНК транспозона[4]. ДКП-элементы кодируют белки pol и gag, которые близки к белкам ретровирусов, но, в отличие от последних, ДКП не хватает белков, которые смогли бы сформировать внешнюю оболочку (суперкапсид) и выйти из клетки[13].
- КДП — короткие диспергированные повторы являются неавтономными ретротранспозонами: они требуют активности ДДП-1-элементов для передвижения, в ДНК-последовательности КДП содержат только участок связывания РНК-полимеразы[4]. В число КДП входят Alu-ретротранспозоны.

- Alu-повтор (Alu от Arthrobacter luteus) — широко распространённые мобильные элементы в геноме человека[19]. Alu-элементы имеют длину около 300 пар оснований и часто расположены в интронах, участках генома, которые не транслируются, и межгенных участках[12]. Приставку Alu- ретротранспозоны получили за то, что они содержат последовательность распознавания рестрикционного энзима AluI[12]. Анализ последовательностей показал, что Alu-элементы возникли у приматов примерно 65 миллионов лет назад от гена 7SL РНК, который входит в рибосомный комплекс[12]. Alu-ретротранспозоны не имеют собственной обратной транскриптазы, поэтому для передвижения им необходимые ферменты ДДП-1-элементов.
 Alu-элементы являются участками, где происходит до 90 % всех случаев A-I редактирования РНК[18].
- SVA — мобильные элементы длиной в 2-3 тысячи пар оснований ДНК, состоящие из нескольких частей: коротких разбросанных элементов (КДП), вариабельного числа тандемных повторов (ВЧТП), Alu-последовательности[20] и CT-повтора, с последовательностью CCCTCT, которая встречается чаще всего и имеет название гексамер (Hex)[21]. SVA элементы значительно варьируют в длину из-за разного количества составляющих повторов[21]. Они не являются автономными и нуждаются в белках, закодированных в ДДП1 ретротранспозонах для передвижения, но они активны в геноме человека[4]. SVA-элементы претерпевают высокий уровень метилирования ДНК в большинстве тканей человека. Интересным фактом является заниженное метилирование ДНК SVA-ретротранспозонов в мужских половых клетках человека, тогда как у шимпанзе SVA-последовательности сперматозоидов высоко метилированы[22].

## Механизмы блокировки транспозонов
Мобильные элементы генома достаточно широко представлены в растительных и животных геномах. Их высокая активность является риском для стабильности генома, поэтому их экспрессия жестко регулируется, особенно в тех тканях, которые принимают участие в формировании гамет и передаче наследственной информации потомкам. У растений и животных регуляция активности мобильных элементов генома происходит путём de novo-метилирования последовательности ДНК и активности некодирующих РНК вместе с белковыми комплексами Аргонавт.
Основная роль малых некодирующих РНК, которые взаимодействуют с пиви-комплексом, или пиРНК, заключается в подавлении мобильных элементов генома в зародышевых тканях. Эта роль пиРНК достаточно высоко консервативна у животных.
У мышей мобильные элементы генома на протяжении онтогенеза находятся преимущественно в неактивном состоянии, которое достигается путём эпигенетических взаимодействий и активности некодирующих РНК. В период эмбрионального развития эпигенетическая метка метилирования ДНК подвергается репрограммированию: родительские метки стираются, а новые устанавливаются. В этот период часть белков-аргонавтов — пиви-белки (Mili и Miwi2) — и некодирующие РНК, которые с ними взаимодействуют — пиРНК — играют ключевую роль в de novo подавлении ретротранспозонов мышей путём метилирования ДНК, и пинг-понг-цикла амплификации пиРНК, и подавления мишени. Если у мышей возникает недостаток белков Mili и Miwi2, это приводит к активации ДДП-1 и ДКП и остановке гаметогенеза и стерильности у самцов. Недавние работы показали, что у мухи Drosophila melanogaster активным кофактором в подавлении является белок СФГ-1.
Механизм пиРНК-индуцированного подавления транспозонов окончательно не выяснен, но схематически его можно представить такой моделью:
- первичное накопление одноцепочечных молекул РНК, пиРНК-прекурсоров;
- созревание пиРНК и их амплификация с помощью пиви-белков (пинг-понг-цикл);
- подавление целевого транспозона, что может происходить несколькими путями: деградация РНК (с помощью РНКазной активности H-подобного домена белков-аргонавтов), подавление трансляции и привлечение хроматин-модифицирующих систем (таких, как белки SWI/SNF[13]) и дальнейшее эпигенетическое подавление транспозона.

В отличие от вирусов, которые используют организм хозяина для размножения и способны его покинуть, мобильные генетические элементы существуют исключительно в организме хозяина. До некоторой степени поэтому транспозоны способны регулировать свою активность. Примером этого является Ac-ДНК-транспозоны — автономные мобильные элементы растений, кодирующие собственную транспозазу. Ac-элементы проявляют способность снижать активность транспозазы при увеличении её копий.
Также подавление растительных автономных ДНК-транспозонов MuDR может происходить с помощью Muk. Muk является вариантом MuDR и имеет в своей последовательности несколько палиндромных участков ДНК. Когда Muk транскрибируется, такая РНК формирует шпильку, затем режется комплексом ферментов на малые интерферирующие РНК (миРНК), которые заглушают активность MuDR с помощью процесса РНК-интерференции.

## Болезни
По состоянию на 2012 год задокументировано 96 различных заболеваний человека, причиной которых является de novo внедрение мобильных генетических элементов. Alu-повторы часто вызывают хромосомные аберрации и являются причиной 50 разновидностей заболеваний. Так, у нейрофиброматоза I типа было найдено 18 случаев встроенных ретротранспозонов, 6 из которых происходят в 3 специфических местах. Активность мобильных элементов ДДП-1 в соматических тканях зафиксирована у пациентов с раком легких.
Если транспозиция, которая вызывает заболевания, происходит в гаметах, то следующие поколения наследуют болезни. Так, гемофилия может возникать из-за встраивания ретротранспозона ДДП-1 в участок ДНК, кодирующий ген VIII фактора свертывания крови. У мышей были зафиксированы случаи онкогенеза, остановки развития и стерильность в связи со встраиванием мобильных элементов генома.

## Эволюционная роль транспозонов
Некоторые этапы эволюционирования организмов были вызваны активностью мобильных элементов генома. Уже первая нуклеотидная последовательность генома человека доказала, что многие гены были производными транспозонов. Мобильные элементы генома могут влиять на организацию генома путём рекомбинации генетических последовательностей и входя в состав таких фундаментальных структурных элементов хроматина, как центромеры и теломеры. Мобильные элементы могут влиять на соседние гены, меняя узоры (паттерны) сплайсинга и полиаденилирования или выполняя функции энхансеров или промоторов. Транспозоны могут влиять на структуру и функции генов путём выключения и изменения функций, изменения структуры генов, мобилизации и реорганизации фрагментов генов и изменения эпигенетического контроля генов.
Репликация транспозонов может вызвать некоторые заболевания, но, несмотря на это, в процессе эволюции транспозоны не были удалены и остались в ДНК-последовательностях почти всех организмов, или в виде целых копий, которые имели возможность передвигаться по ДНК, или в укороченном виде, потеряв способность к передвижению. Но укороченные копии также могут принимать участие в таких процессах, как пост-транскрипционная регуляция генов, рекомбинация и т. п. Также важным моментом в потенциальной способности транспозонов влиять на темпы эволюции является то, что их регуляция зависит от эпигенетических факторов. Это приводит к возможности транспозонов реагировать на изменения окружающей среды и вызывать генетическую нестабильность. На стресс транспозоны активируются или прямо, или путём снижения их подавления белками-аргонавтами и пиРНК. У растений мобильные генетические элементы очень чувствительны к различным типам стресса, на их активность могут влиять многочисленные абиотические и биотические факторы, среди которых солёность, ранения, холод, тепло, бактериальные и вирусные инфекции.
Ещё одним возможным механизмом эволюции геномов организмов является горизонтальный перенос генов — процесс передачи генов между организмами, которые не находятся в отношениях «предки-потомки». Есть сведения о том, что взаимодействия паразитических организмов и животных-хозяев могут повлечь горизонтальный перенос генов с помощью транспозонов, который состоялся между позвоночными и беспозвоночными организмами.

### Примеры эволюционной роли мобильных генетических элементов
Считается, что приобретённый иммунитет млекопитающих возник у челюстных рыб примерно 500 миллионов лет назад. Приобретённый иммунитет позволяет формировать антитела для многих видов патогенов, попадающих в организм млекопитающих, включая человека. Для формирования различных антител клетки иммунной системы изменяют последовательность ДНК путём соматической рекомбинации с помощью системы, которая возникла и эволюционировала благодаря мобильным элементам генома.
Нейроны, клетки нервной системы, могут иметь мозаичный геном, то есть последовательность ДНК у них отличается от последовательности ДНК других клеток, хотя все они сформировались из одной клетки-предшественника — зиготы. Доказано, что у крыс специально вставленные ДДП-1-ретротранспозоны человека активны даже в зрелом возрасте. Также зафиксировано увеличение копий ДДП-1-ретротранспозонов в нейронах некоторых участков мозга, в частности гипоталамуса, по сравнению с другими тканями у взрослых людей. Также установлено, что мобильные элементы приводят к разнородности в нейронах мухи Drosophila melanogaster. Активность мобильных элементов в нейронах может повлечь синаптическую пластичность и большую вариабельность поведенческих реакций.
Последовательности ДНК генов теломеразы и ДДП-1-ретротранспозонов имеют высокую гомологию, что свидетельствует о возможности происхождения теломераз от ретротранспозонов.
У растений очень большая скорость эволюции геномов, поэтому лучше всего известны те влияния мобильных элементов, которые возникли вследствие одомашнивания, поскольку оно произошло недавно, и эти изменения легко идентифицировать, поскольку известны черты, по которым велась селекция культурных растений. Примером может быть приобретение овальной формы римским помидором Solanum lycopersicum. Ген, который находится в локусе SUN, был перемещён путём ретротранспозиции в другой участок ДНК, где он регулируется другими промоторными последовательностями у овальных томатов.

## Использование транспозонов

### Генная инженерия
Поскольку мобильные элементы генома способны к встраиванию в хроматин, они используются в генной инженерии для специального и контролируемого встраивания генов или участков ДНК, которые изучают учёные. Транспозоны используются для мутагенеза и для определения регуляторных элементов генома в лабораториях.
Наиболее известная система для введённого мутагенеза in vivo — P-мобильный элемент мухи D. melanogaster, с помощью которого можно изучать функции генов, налаживание хромосомных аберраций и т. п.
У позвоночных животных долгое время не было эффективной методики транспозонной модификации генома. Сейчас есть система мобильного элемента Tol2, полученная из японской рыбы Oryzias latipes, которая используется как у мышей, так и на клеточных линиях человека. Также успешной является система транспозонов Minos.
Система транспозонов «Спящая Красавица» (англ. Sleeping Beauty) была создана на основе последовательности ДНК транспозазы из рыбы. Удачное использовании этой системы на мышах позволило определить кандидатов в онкогены рака кишечника человека.

### Филогенетика
Кроме использования транспозонов в генной инженерии, изучение активности транспозонов является методом филогенетики. Путём анализа и сопоставления нуклеотидных последовательностей геномов различных видов можно найти транспозоны, которые имеются у одних видов, но отсутствуют у других. Виды, у которых есть одинаковый ретротранспозон, скорее всего получили его от общего предка. Таким образом, можно получить информацию об эволюционном развитии видов и строить филогенетические деревья.

## Глоссарий
- Ac/Ds — система активации-диссоциации (англ. Activator-dissocation system)
- БОРС1 — белок первой открытой рамки считывания (англ. Open reading frame 1 protein, ORF1p); БОРС2 — белок второй открытой рамки считывания
- ДДП — длинные диспергированные повторы (англ. Long INterspersed Elements, LINE, L)
- ДКП — длинные концевые повторы (англ. Long Terminal Repeat, LTR)
- КДП — короткие диспергированные повторы (англ. Short INterspersed Elements, SINE)
- SVA (англ. SINE-R-VNTR-Alu) — элементы КДП-ВЧТП-Alu (где ВЧТП — варьирующие по числу тандемные повторы, англ. Variable number of tandem repeat, VNTR).
- СФГ-1 — специфический фактор гаметоцитов-1 (англ. gametocyte-specific factor 1, GTSF1)